# Abrothrix illuteus
Abrothrix illuteus är en däggdjursart som först beskrevs av Thomas 1925.  Abrothrix illuteus ingår i släktet Abrothrix och familjen hamsterartade gnagare. Inga underarter finns listade i Catalogue of Life.

## Utseende
Pälsen har främst en olivbrun färg med gråa nyanser. Vid hakan finns en vitaktig region och vid ljumsken är några hår vid roten vita. Arten har ett robust kranium. Olika avvikande detaljer av kraniets konstruktion skiljer Abrothrix illuteus från andra släktmedlemmar.

## Utbredning och ekologi
Denna gnagare förekommer i Anderna i norra Argentina. Regionen ligger 700 till 2500 meter över havet. Habitatet utgörs av fuktig barrskog, huvudsakligen med träd av arterna Podocarpus parlatorei och Alnus acuminata. Ovanför trädgränsen förekommer buskar och gräsmarker. Gnagaren faller ofta offer för tornugglan.

## Bevarandestatus
Beståndet hotas i viss mån av intensivt bruk av betesmarker och bränder. I regionen inrättades några skyddszoner. IUCN listar arten som livskraftig (LC).